# Pressofusione

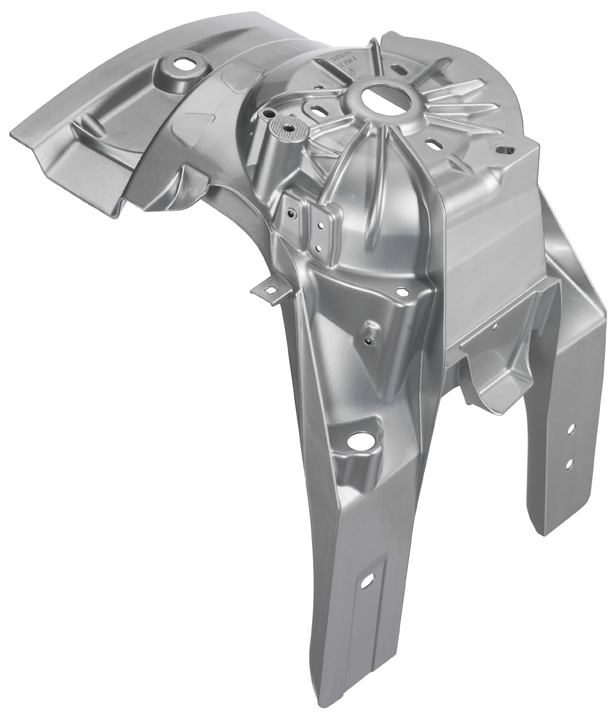
Pressofusione in lega di alluminio

La pressofusione, o pressocolata, detta anche fonderia in conchiglia sotto pressione, è un particolare processo di fonderia in forma permanente, in cui metallo fuso viene iniettato ad alta pressione in uno stampo metallico. Tale processo fu sviluppato per la prima volta negli Stati Uniti d'America verso la seconda metà dell'Ottocento.

## Caratteristiche principali
Lo stampo è costituito da due semi-stampi di acciaio speciale, per cui i metalli utilizzati nel processo saranno tutti i materiali che fondono a temperature minori, come leghe di alluminio, zinco o magnesio. La pressione di iniezione del metallo fuso può variare dai 2 ai 150 MPa a seconda dei casi: la pressione viene mantenuta per tutta la durata del processo fino ad avvenuta solidificazione, mentre delle presse idrauliche garantiscono la chiusura dello stampo anche ad elevate pressioni di esercizio. A garantire il raffreddamento del pezzo, vi è un sistema di circolazione di liquido all'interno dello stampo. Una volta solidificato e raffreddato il pezzo, le presse aprono i due stampi in modo che esso possa essere prelevato.
Il processo è fortemente automatizzabile, e dunque ha un'elevata produttività. Inoltre, per via della natura degli stampi, i pezzi prodotti con la pressofusione avranno tolleranze dimensionali e finitura superficiale mediamente migliori di altri processi di fonderia; tuttavia i costi di impianto iniziali sono decisamente alti e recuperabili solo per grandi produzioni.
Si può distinguere la pressofusione in due macrocategorie:
- Pressocolata a camera calda, se il serbatoio del metallo fuso è inserito in una fornace.
- Pressofusione a camera fredda, se il serbatoio del metallo è una semplice cavità non a temperatura controllata.

### Camera calda
Il processo a camera calda, grazie alla presenza della fornace, garantirà un maggior controllo della temperatura di esercizio ed elevati ritmi produttivi, infatti il prelievo diretto dal serbatoio rende il processo più veloce e inoltre, considerate le maggiori dimensioni del serbatoio, la lega risulta più uniforme come composizione e temperatura rispetto alla camera fredda, quindi anche la struttura del prodotto sarà più omogenea. Per contro la temperatura del processo non potrà essere troppo elevata per non compromettere la produttività del processo, evitando lunghi tempi di raffreddamento, per cui l'utilizzo di questo processo è limitato a metalli a basso punto di fusione. La pressione di mantenimento è più bassa rispetto alla camera fredda e va dai 2 ai 15 MPa.

### Camera fredda
Il processo a camera fredda presenta un minor controllo di temperatura del getto liquido e una produttività minore, visti i tempi maggiori dovuti all'inserimento del metallo fuso e soprattutto alla temperatura di esercizio decisamente maggiore che nella camera calda: perdendo capacità produttiva il processo recupera in flessibilità di materiali adatti al processo. La pressione di mantenimento è decisamente più alta rispetto alla camera calda e vanno dai 15 ai 150 Mpa.

## Stampo
La pressocolata non prevede un modello: il metallo viene colato in una forma composta da due semistampi metallici sotto pressione (realizzati precedentemente), solitamente d'acciaio, ghisa o comunque materiali a temperature di fusione decisamente alte. Per questo motivo i materiali colati dentro lo stampo dovranno avere necessariamente una temperatura di fusione inferiore a quella dell'acciaio.
Rispetto alla forma della fonderia in terra, la cavità del getto dello stampo per pressocolata potrà avere spessori decisamente più sottili (fino a 1 mm), per via di un riempimento più facile causato dall'alta pressione, ma dovrà essere privo di zone massive (parti dell'oggetto molto più grandi di tutte le altre) per avere un raffreddamento uniforme del pezzo. L'estrazione del pezzo dallo stampo sarà più difficile e, non potendo avere più di 2 stampi, si dovrà ricorrere a tasselli per ovviare ad eventuali sottosquadri. 
Il processo è fatto in modo che, al momento dell'estrazione, il pezzo sia solidale con la parte mobile dello stampo, in modo da facilitarne l'uscita in tempi minori.

## Progettazione del processo
I due parametri principali da fissare nella pressocolata sono la pressione e la temperatura.
La pressione dovrà tenere conto di alcune caratteristiche desiderate nel processo: una pressione alta favorirà tempi di riempimento degli stampi minori, ottenendo maggiore produttività, mentre pressioni più basse evitano difetti nel pezzo dovuti all'eccessiva velocità del metallo fuso, e inoltre causano una minore usura della forma.
I valori alti di pressione permettono inoltre di aumentare la concentrazione massima ammissibile di gas disciolto nel metallo; ciò riduce di molto il rischio che nel pezzo finito siano presenti soffiature, a condizione che la pressione esercitata permanga fino a solidificazione completa del pezzo.
In alcuni casi, per facilitare il riempimento della forma a parità di pressione, si adottano dei sistemi sottovuoto, in cui all'interno dello stampo viene creata una forte depressione in modo da avere una differenza di pressione ulteriore nell'iniezione del liquido.
La temperatura dovrà essere sufficientemente alta da evitare la solidificazione del getto prima della fine dell'iniezione del metallo fuso e da avere una fluidità sufficiente ad evitare mancati riempimenti, ma abbastanza bassa per avere tempi di raffreddamento il più contenuti possibile.